# Podarcis siculus
La lucertola campestre (Podarcis siculus Rafinesque, 1810) è un rettile della famiglia Lacertidae. È uno dei sauri più diffusi in Italia.

## Descrizione

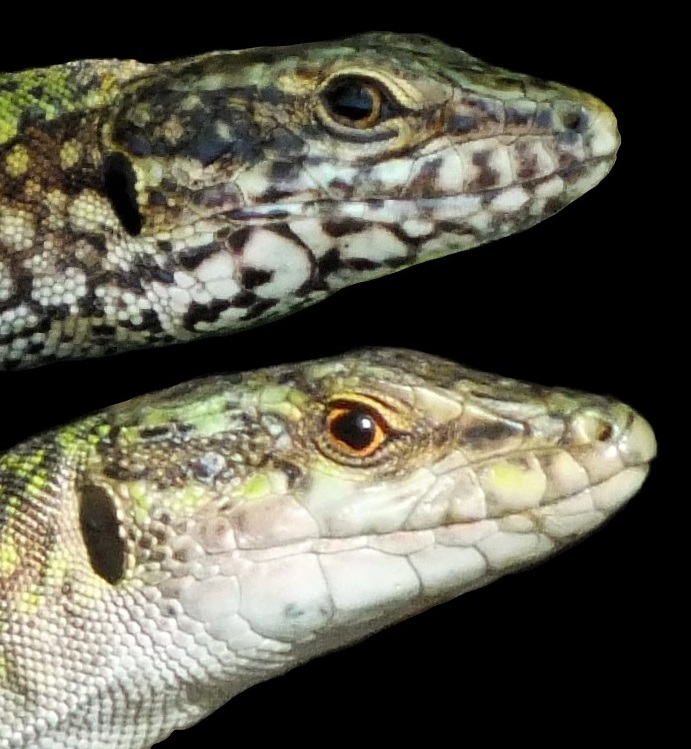
Teste di lucertola muraiola e lucertola campestre. Da notare la mancanza di segni sulla mandibola e gola di quest'ultimo

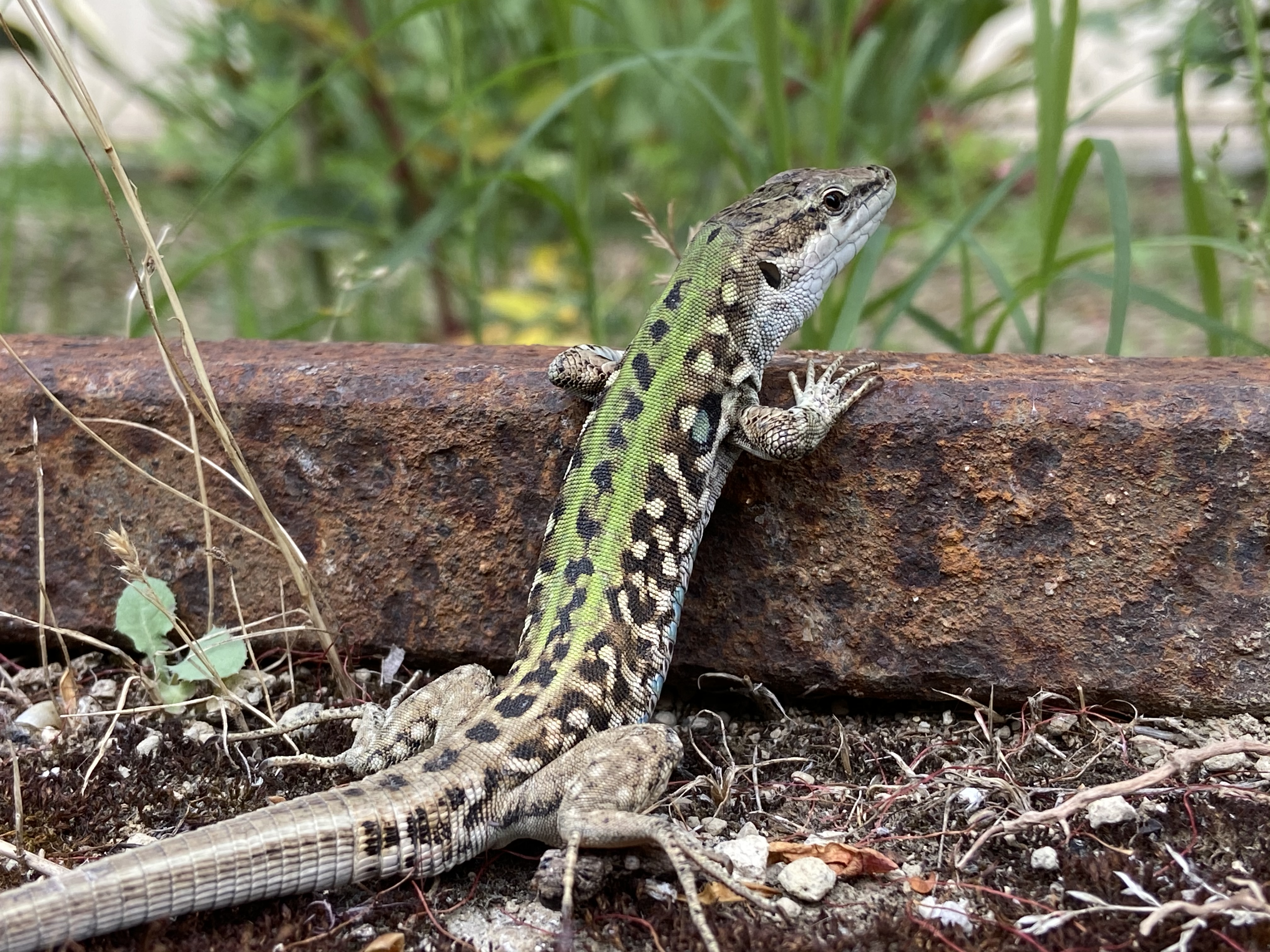
Esemplare di lucertola campestre ad Avellino

Le dimensioni variano dai 15 ai 25 cm, compresa la coda.
Ha una colorazione molto variabile a seconda della sottospecie e delle popolazioni locali: il dorso è verde, verde-oliva o verde-brunastro, variamente macchiettato e/o striato. Il ventre è biancastro o verdastro. Le popolazioni che vivono nelle isole piccole sono molto variabili e presentano grandi diversità nel disegno caratteristico del dorso.
Quasi sempre sono presenti 2 macchie cerulee alla base delle zampe anteriori.
Il bordo delle squame ventrali può essere azzurro.
Il corpo è agile e snello e le zampe muscolose, la coda può raggiungere il doppio della lunghezza del corpo.
Le dita, 5 per zampa, sono sottili e terminano con un artiglio che permette all'animale di arrampicarsi agilmente su ogni superficie ruvida.
I maschi adulti generalmente sono più grossi e possenti e hanno collo e testa più grandi e robusti delle femmine.

## Biologia

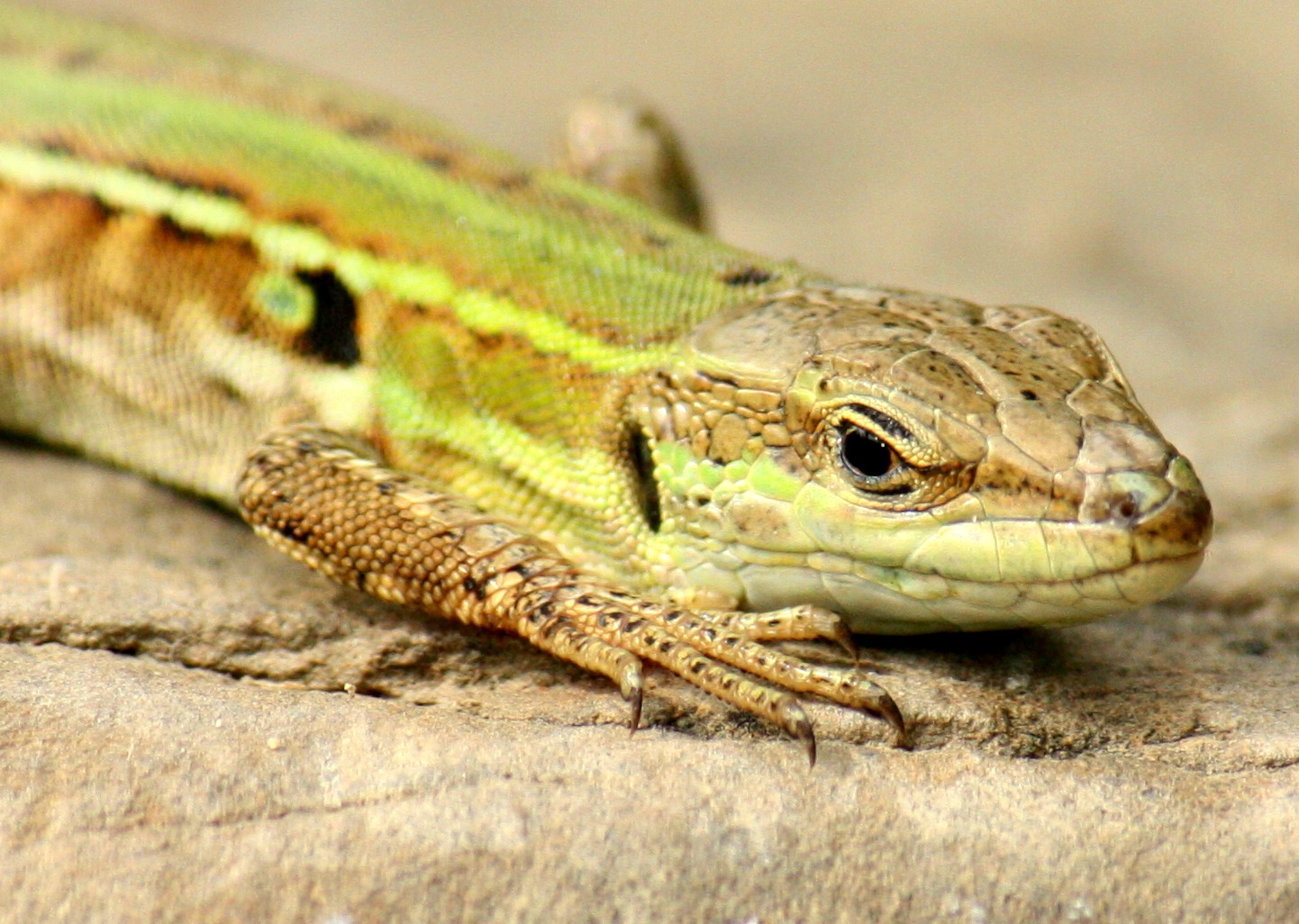
Lucertola campestre a Firenze

È un sauro spiccatamente diurno e si può osservare, nel suo habitat, quasi sempre in presenza del sole.
Nella parte meridionale dell'areale, si può vedere anche in pieno inverno, durante le giornate tiepide  e soleggiate.
Alla vista di un pericolo, scappano velocemente tra la vegetazione fitta o nelle crepe dei muri.
Nelle zone frequentate dagli uomini, diventano fiduciose e si lasciano avvicinare anche a pochi metri. Se catturate possono ricorrere all'autotomia, liberandosi della coda (la quale ricrescerà comunque in seguito).
Si nutrono principalmente di artropodi e occasionalmente anche di frutta matura ed esemplari piccoli della stessa specie.
I maschi adulti sono territoriali e si scontrano tra di loro.
Sono anche capaci di nuotare, sebbene evitino di entrare in acqua.
La vita media è di circa 10 anni e vengono predate da serpenti, uccelli, piccoli mammiferi e gli esemplari giovani anche da grandi insetti come le mantidi religiose.

### Riproduzione
La maturità sessuale viene raggiunta dai maschi ad un anno di vita e dalle femmine a due anni.
Gli accoppiamenti iniziano in primavera dopo il letargo invernale.
I maschi inseguono le femmine e le bloccano con un morso sul tronco prima delle zampe posteriori.
Poi piegandosi su se stessi uniscono la loro cloaca a quella della femmina.
A volte le femmine mature presentano i segni dei morsi dei maschi sul ventre, riconoscibili per la forma a "V".
Le femmine depongono dalle 2 alle 12 uova nella vegetazione fitta, in buche nel terreno o sotto i massi.
Tra luglio ed agosto nascono i piccoli.

## Distribuzione e habitat

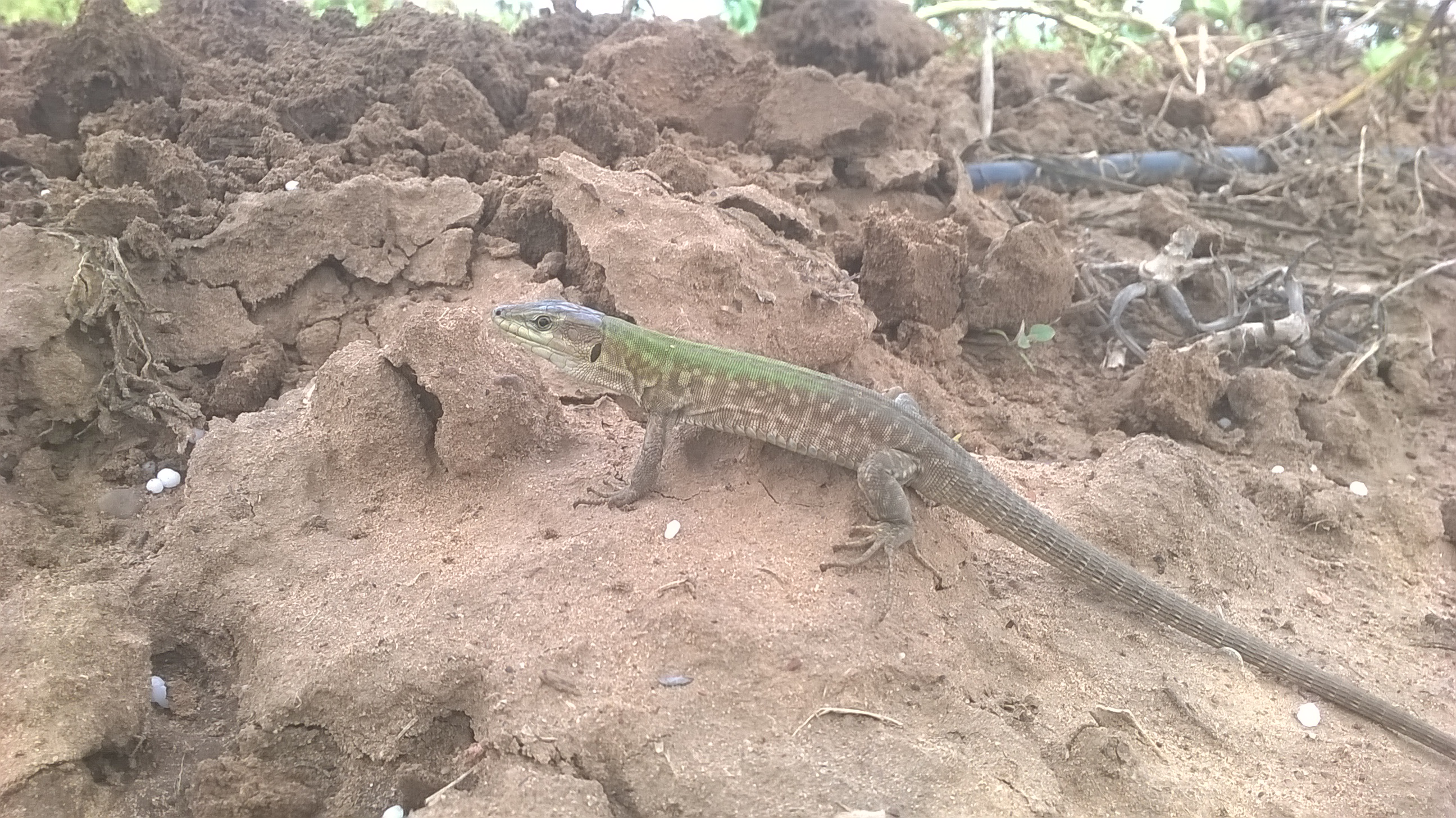
Esemplare adulto di Podarcis siculus nelle campagne di Bernalda (MT)

In passato era considerata una specie tipica della Sicilia, da cui l'epiteto specifico. In realtà la specie è comune in tutta Italia ed anche in Francia, Svizzera, Slovenia, Serbia, Montenegro, Bosnia ed Erzegovina e Croazia. È stata introdotta in Spagna, Turchia e negli Stati Uniti d'America.
In Italia è presente in tutta la penisola, nelle isole maggiori e in gran parte di quelle minori. Andando da sud verso nord nel suo areale, la specie diviene gradualmente meno diffusa mentre aumenta la diffusione di Podarcis muralis.
Nelle aree in cui le due specie convivono, la P. muralis tende a diventare molto più rupicola e ad occupare nicchie diverse dalla più praticola e competitiva P. siculus.
Molto adattabile, è rinvenibile in una vasta tipologia di habitat. Frequenta muri e pendii rocciosi soleggiati, spesso in vicinanza delle coste, aree urbane e rurali, muretti a secco, giardini, parchi, prati con rocce ed alberi sparsi, zone rocciose, rive di fiumi con vegetazione, piccole isole, grandi scogli, margini del bosco, margini delle strade, siepi, macchia mediterranea, dune sabbiose, vigneti, frutteti, fino a 2.200 m slm.

## Tassonomia
In passato sono state descritte numerose sottospecie per identificare le popolazioni  di piccole isole o addirittura scogli attorno alle coste italiane, la validità di questi nomi tuttavia è stata messa in dubbio da recenti analisi genetiche:
| Sottospecie           | Autore                        | Descrizione                                                                                        | Areale                                                                  |
| --------------------- | ----------------------------- | -------------------------------------------------------------------------------------------------- | ----------------------------------------------------------------------- |
| P. s. adriaticus      | Werner, 1902                  | | Endemica dell'isola di Pelagosa                                         |
| P. s. aemiliani       | Capolongo, 1985               | | Endemica degli scogli Maggiore e Minore di Apani                        |
| P. s. alverioi        | Mertens, 1955                 | |                                                                         |
| P. s. amparoae        | Capolongo, 1979               | | Endemica dell'isola di Dino                                             |
| P. s. astorgae        | Mertens, 1937                 | |                                                                         |
| P. s. bagnolensis     | Mertens, 1937                 | |                                                                         |
| P. s. bolei           | Brelih, 1961                  | |                                                                         |
| P. s. calabresiae     | Taddei, 1949                  | | Endemica di Montecristo (Arcipelago Toscano)                            |
| P. s. campestris      | De Betta, 1857                | |                                                                         |
| P. s. caporiaccoi     | Taddei, 1949                  | | Endemica di Capraia e Peraiola (Arcipelago Toscano)                     |
| P. s. cattaroi        | Taddei, 1950                  | |                                                                         |
| P. s. cettii          | Cara, 1872                    | |                                                                         |
| P. s. ciclopica       | Taddei, 1949                  | | Endemica dell'isola Lachea e Scoglio Madonnina (Arcipelago dei Ciclopi) |
| P. s. coeruleus       | Eimer, 1872                   | Presenta dorso nero e gola, ventre, fianchi e sottocoda di un azzurro acceso                       | Endemica del Faraglione di Fuori e del Faraglione di Mezzo (Capri)      |
| P. s. cucchiarai      | Palma, 1980                   | |                                                                         |
| P. s. dupinici        | Radovanovic, 1956             | |                                                                         |
| P. s. fiumanoideus    | Brelih, 1963                  | |                                                                         |
| P. s. flavigulus      | Mertens, 1937                 | |                                                                         |
| P. s. gallensis       | Eimer, 1881                   | | Endemica delle isole Li Galli (Arcipelago Campano)                      |
| P. s. hadzii          | Brelih, 1961                  | |                                                                         |
| P. s. hieroglyphicus  | Berthold, 1840                | |                                                                         |
| P. s. insularus       | Mertens, 1937                 | |                                                                         |
| P. s. klemmeri        | Lanza & Capolongo, 1972       | | Endemica dell'isola Licosa                                              |
| P. s. kolombatovici   | Karaman, 1928                 | |                                                                         |
| P. s. laganjensis     | Radovanovic, 1956             | |                                                                         |
| P. s. lanzai          | Mertens, 1967                 | | Endemica dell'isola di Gavi (Arcipelago Pontino)                        |
| P. s. latastei        | Bedriaga, 1879                | |                                                                         |
| P. s. massinei        | Mertens, 1961                 | |                                                                         |
| P. s. monaconensis    | Eimer, 1881                   | | Endemica del faraglione Monacone (Capri)                                |
| P. s. nikolici        | Brelih, 1961                  | |                                                                         |
| P. s. palmarolae      | Mertens, 1967                 | | Endemica dell'isola di Palmarola (Arcipelago Pontino)                   |
| P. s. pasquinii       | Lanza, 1952                   | | Endemica dello scoglio Cappello (Arcipelago Pontino)                    |
| P. s. paulae          | Lanza, Adriani & Romiti, 1971 | | Presente unicamente sull'isola di Santo Janni di Maratea                |
| P. s. pelagosae       | Bedriaga, 1886                | |                                                                         |
| P. s. pirosoensis     | Mertens, 1937                 | |                                                                         |
| P. s. pohlibensis     | Radovanovic, 1970             | |                                                                         |
| P. s. premudanus      | Radovanovic, 1959             | |                                                                         |
| P. s. premudensis     | Radovanovic, 1959             | |                                                                         |
| P. s. pretneri        | Brelih, 1961                  | |                                                                         |
| P. s. radovanovici    | Brelih, 1961                  | |                                                                         |
| P. s. ragusae         | Wettstein, 1931               | |                                                                         |
| P. s. salfii          | Lanza, 1954                   | | Endemica dell'isola di Vetara (Arcipelago Campano)                      |
| P. s. samogradi       | Radovanovic, 1956             | |                                                                         |
| P. s. sanctinicolai   | Taddei, 1949                  | | Endemica delle isole Tremiti                                            |
| †P. s. sanctistephani | Mertens, 1926                 | Forma melanica con macchie nere, colore di base leggermente o non scurito e ventre blu o bluastro. | Endemica dell'isola di Santo Stefano (Arcipelago Pontino)               |
| P. s. tyrrhenicus     | Mertens, 1932                 | | Endemica dell'isola del Giglio e Giannutri (Arcipelago Toscano)         |
| P. s. vesseljuchi     | Radovanovic, 1959             | |                                                                         |

## Conservazione
È inserita nel Secondo Allegato della Convenzione di Berna e nella Quarta Appendice della Direttiva Habitat dell'Unione europea.
È protetta anche localmente dagli Stati in cui è presente.

## Galleria d'immagini

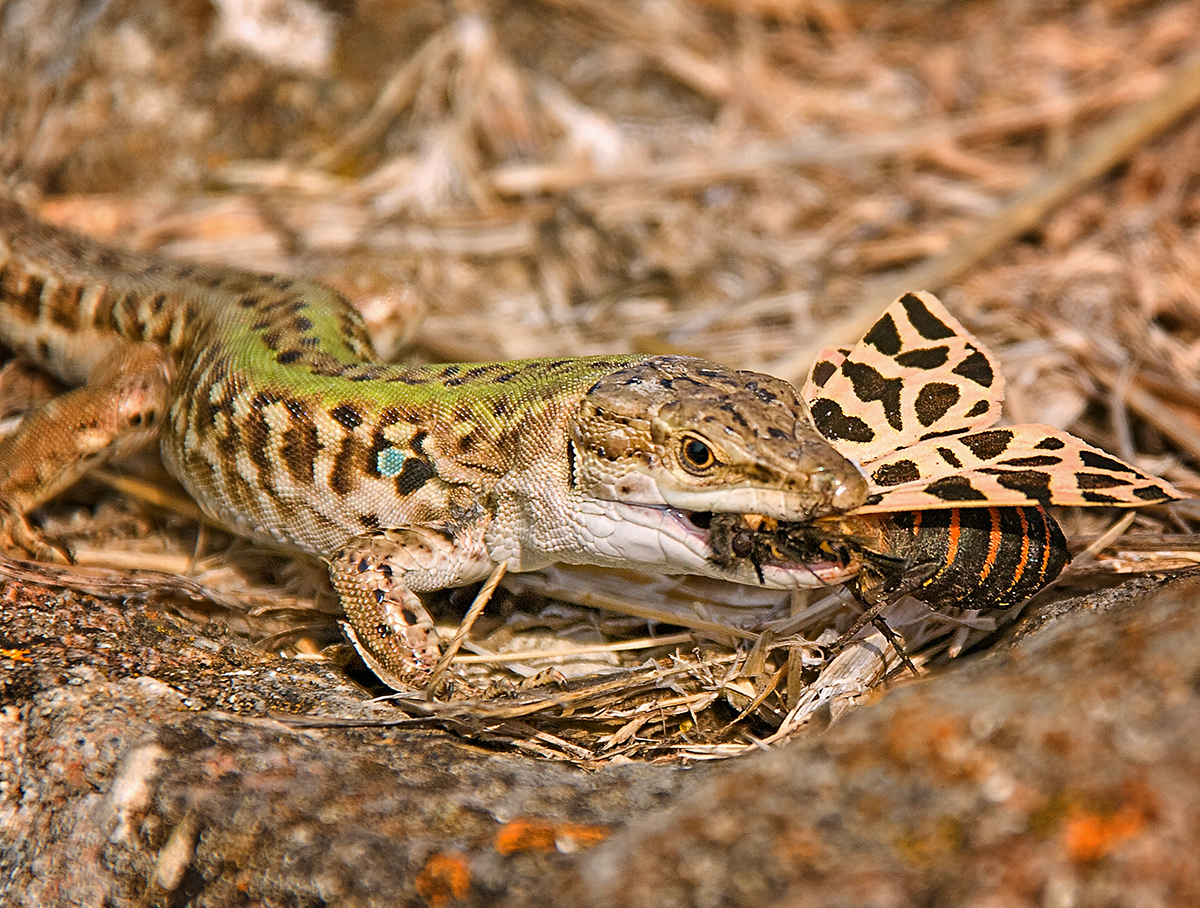
Lucertola campestre a caccia che ha catturato un lepidottero.
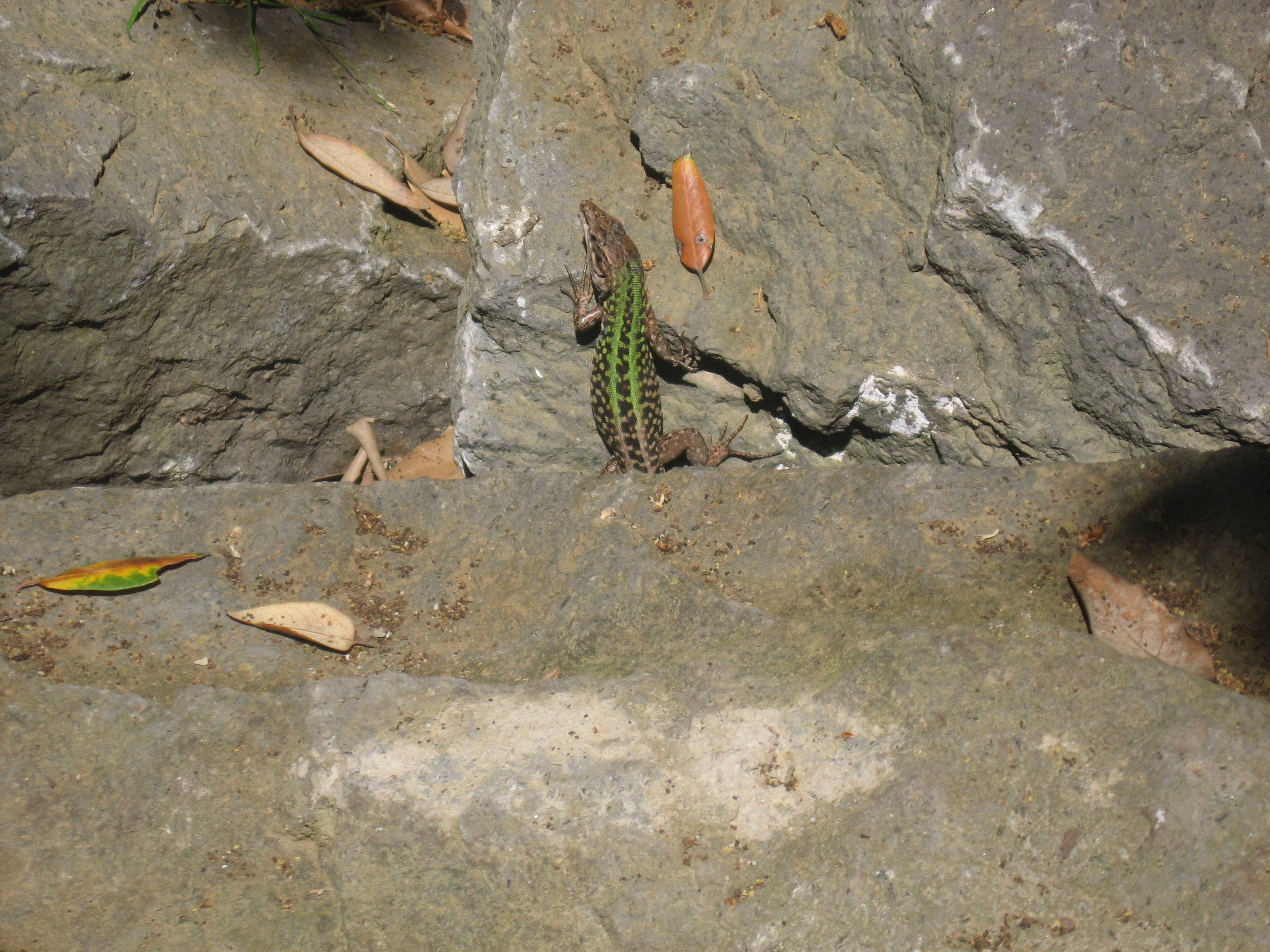
Un maschio adulto a Portici
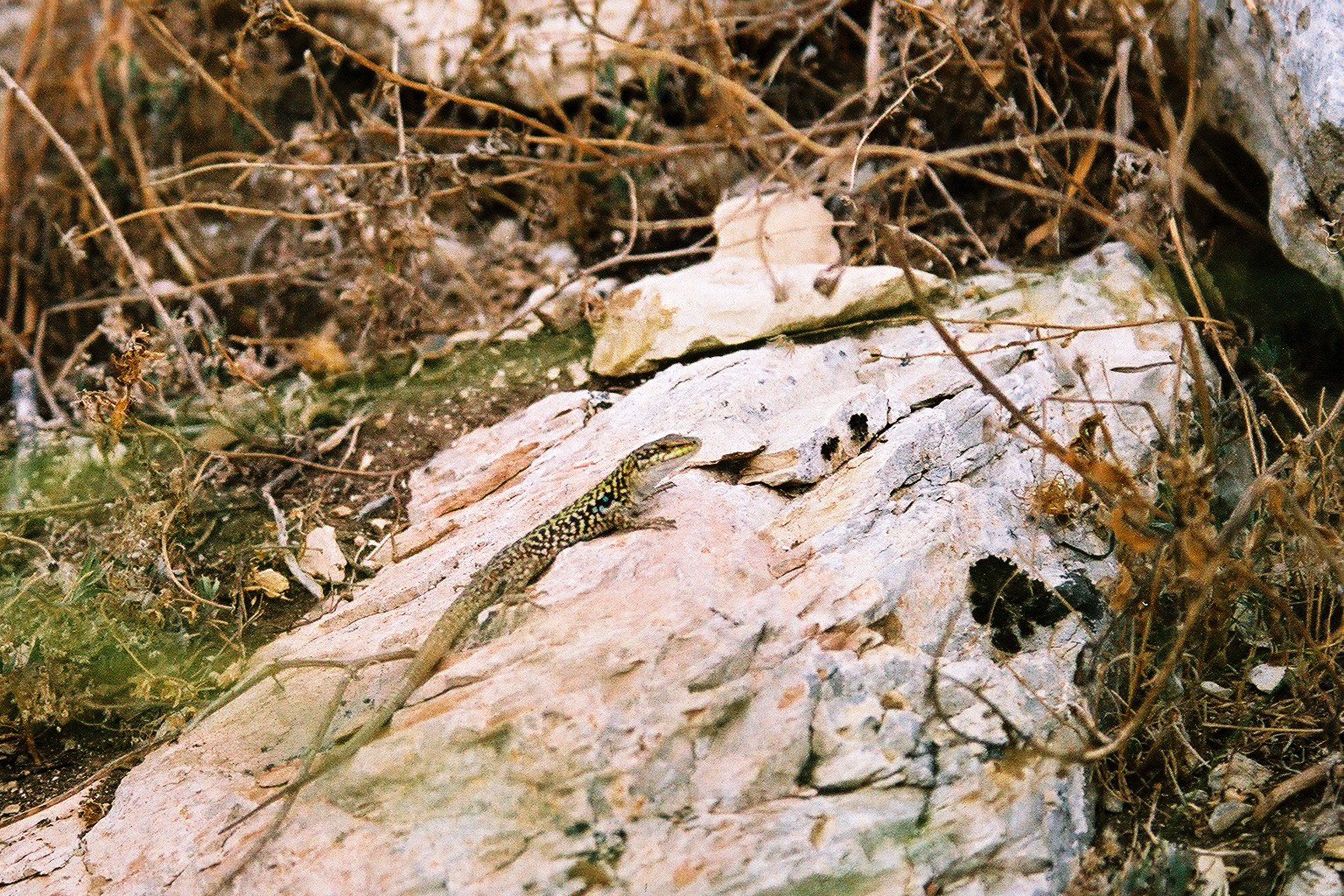
Maschio
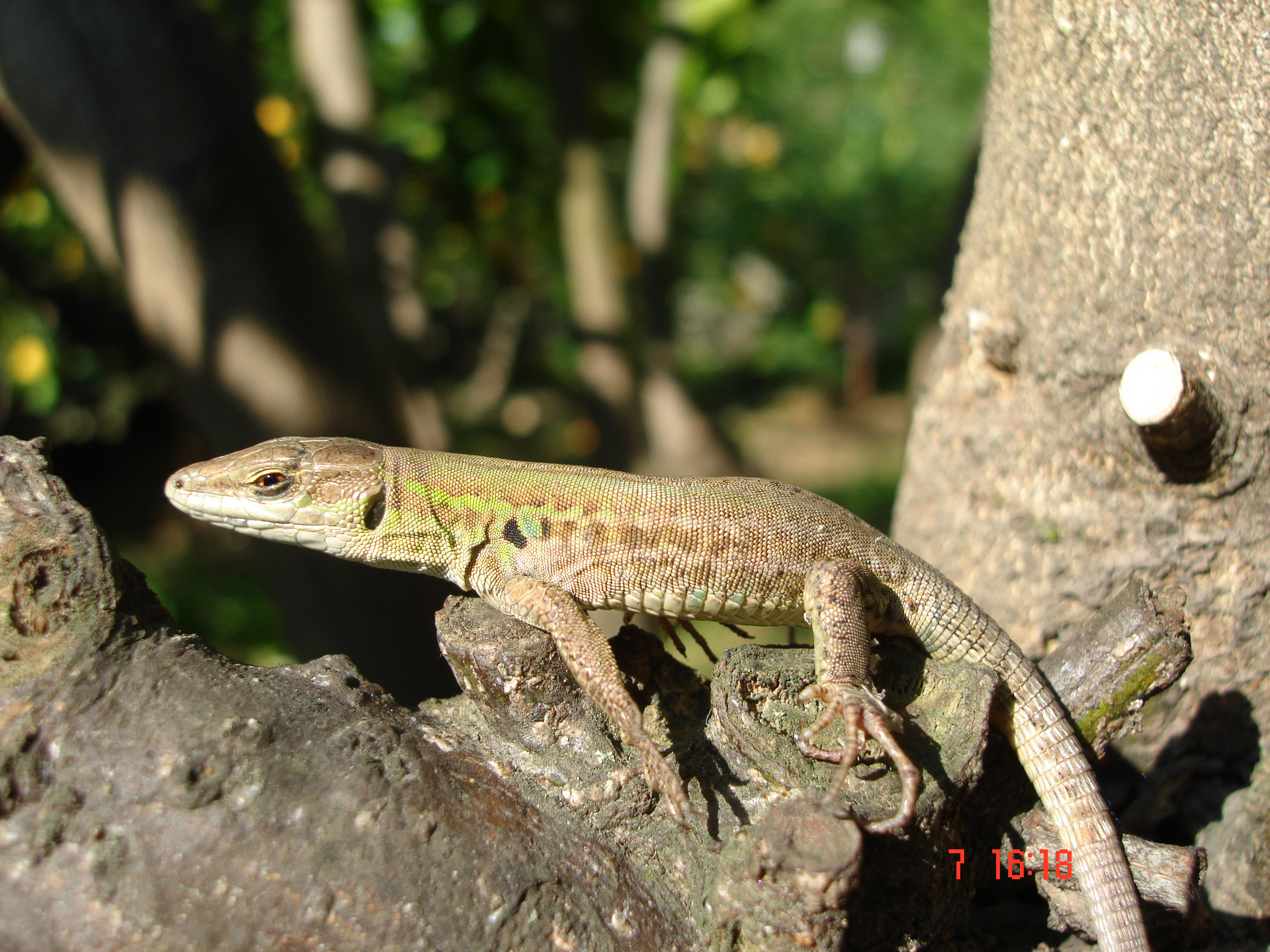
Giovane esemplare.
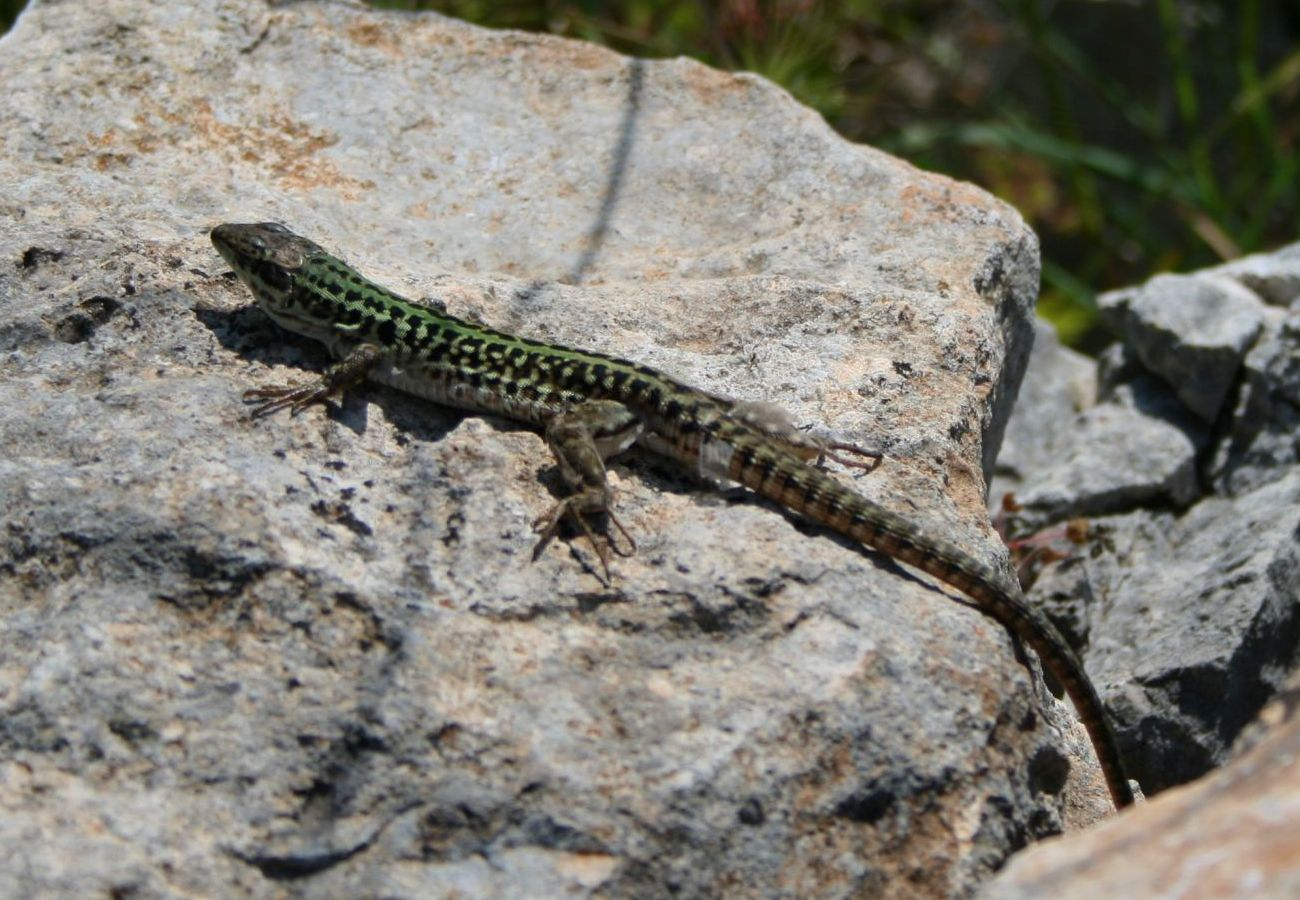
Un esemplare in muta
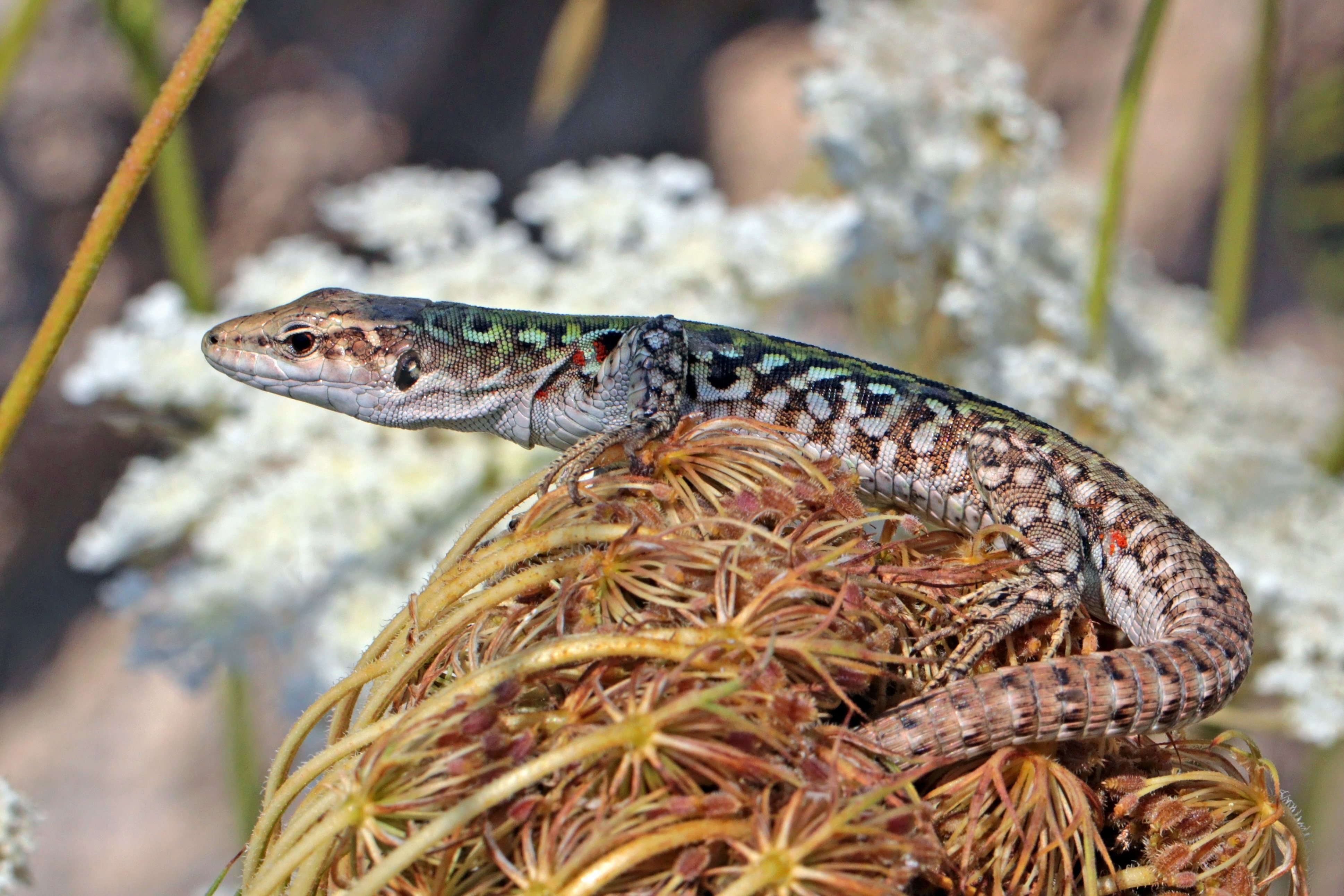
A Paestum
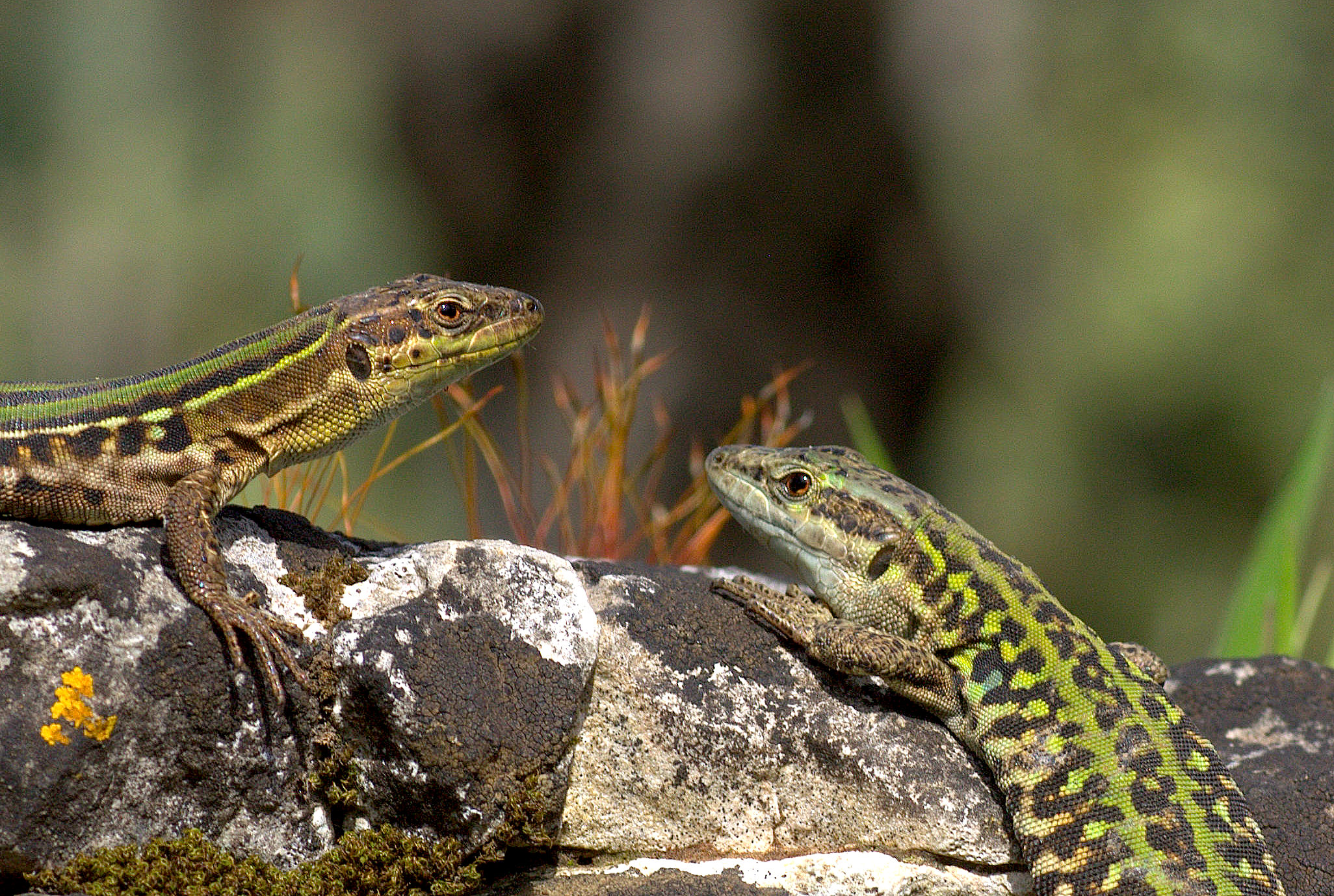
Due individui, un maschio a destra e una femmina a sinistra, su roccia.
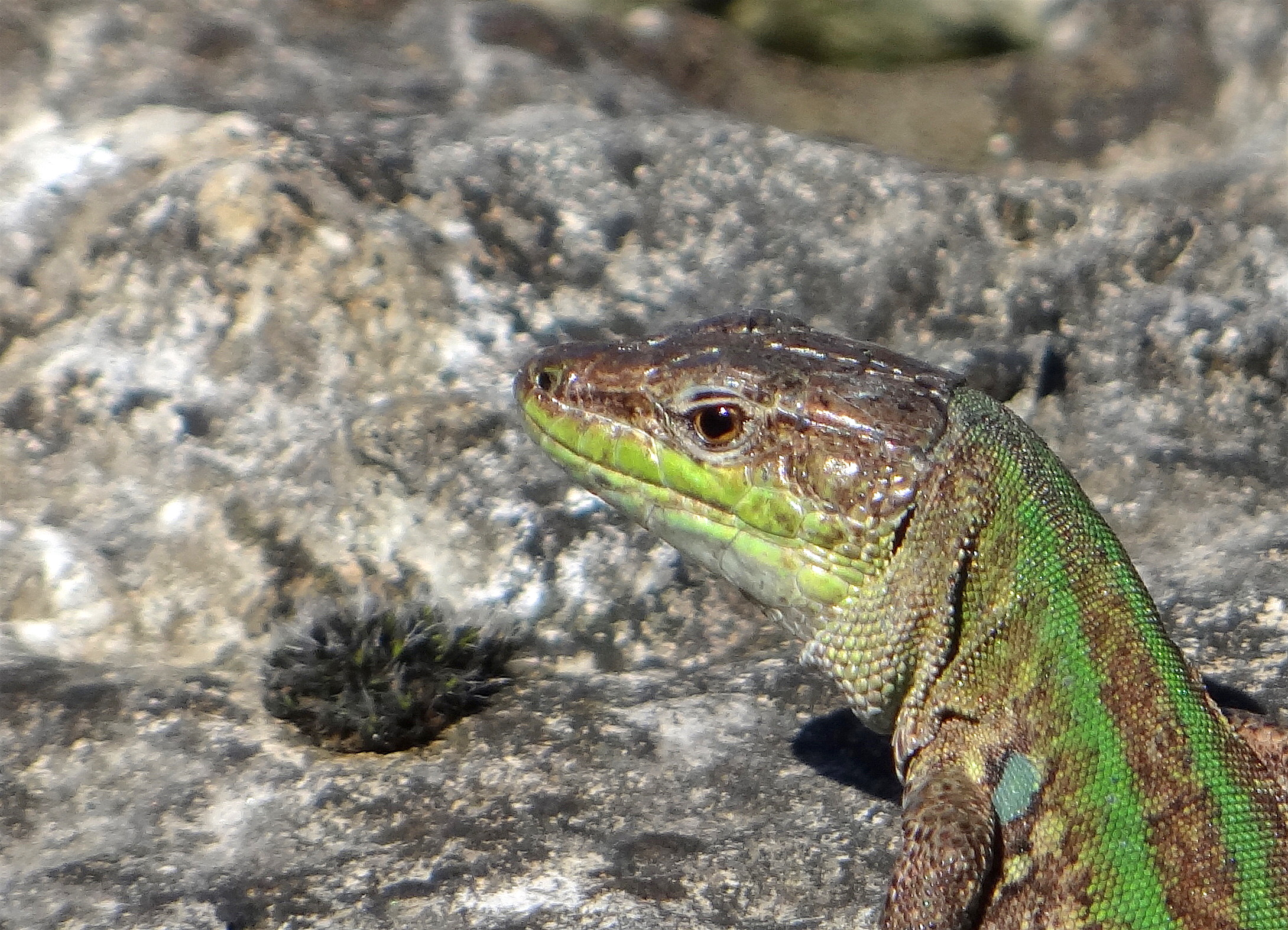
Esemplare con particolare disegno del dorso, a  Priverno
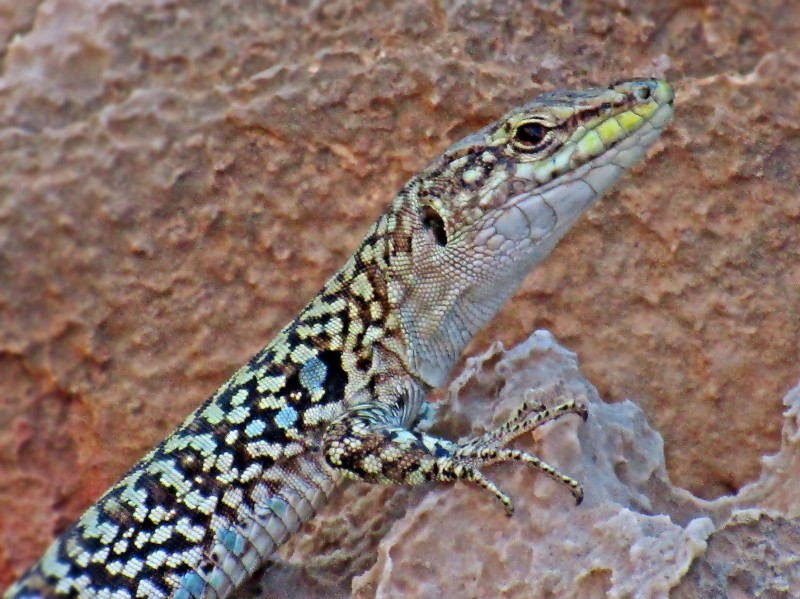
Individuo tipico siciliano con disegno del dorso reticolato San Vito Lo Capo